# ナワ州
ナワ州（ナワしゅう、フランス語：Région de la Nawa）はコートジボワール共和国南西部の低サッサンドラ地方北部の州。
州都はスブレ。
2014年の人口は約105.3万人。

## 地理
- 北：高サッサンドラ州
- 北東：ゴー州
- 東：下ジブア州
- 南東：グボケレ州
- 南西：サン＝ペドロ州
- 西：カヴァリィ州
- 北西：グエモン州

## 行政区画
- Buyo
- Guéyo
- Méagui
- Soubré